# Edetani
Edetani o Sedetani è il nome di un'antica popolazione iberica (pre-romana) che viveva nella Penisola iberica. La loro menzione più antica è forse quella di Ecateo di Mileto. Secondo Strabone i loro confini sono delimitati a nord dall'Ebro, a sud dai Bastetani e dagli Oretani. Secondo Claudio Tolomeo Caesaraugusta (Saragozza) è una città degli Edetani. Secondo Plinio erano edetane Llíria, Valencia e Sagunto.. 
Nella Seconda guerra punica Edeco assicura la sua fedeltà a Publio Cornelio Scipione, il quale, dopo la distruzione della città Edetana di Sagunto da parte di Annibale, la farà ricostruire e le darà cittadinanza romana.

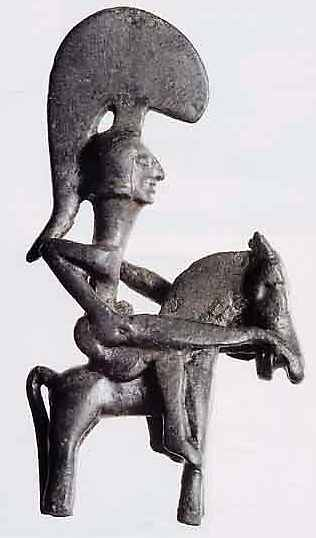
Statuetta in bronzo "Guerriero di Mogende"